# Radarska vaba
Radarska vaba (angleško Chaff, sprva tudi Window, nemško Düppel) je protiukrep, ki ga uporabljajo vojaška letala, da zmedejo sovražnikov radar. Uporablja se večje število tankih aluminijastih folij ali pa drug material, ki močno odbija radarske žarke. Radarske vabe se uporablja tudi za obrambo pred radarsko vodenimi raketami, npr. tipa zrak-zrak ali zemlja-zrak.
Prvič so se radarske vabe uporabljale v 2. svetovni vojni.